# 國定拓弥
國定 拓弥（くにさだ ひろや、1988年7月8日 - ）は、日本の男性歌手。兵庫県出身。現在はhiroyaとして活動中。
身長175cm、体重58kg。大手前大学出身。愛称は「ひろにゃん」、「さだちゃん」。
男性アイドルグループ新選組リアンの元メンバー。

## 来歴
2009年、島田紳助プロデュースの京都を中心とする地域密着型の大学生5人組アイドルユニット・新選組リアンのメンバーに選ばれ芸能界デビュー。
2014年10月に新選組リアンが解散。解散後は、芸名をhiroyaに変えてソロプロジェクトバンド「Chat Noir(シャノワール)」を結成し音楽活動を続けている。
2016年6月〜2017年、現在(Chat Noir)活動休止して個人で(元新選組リアン)山口純のゲストとして活動している。また、品川区中延の小さな焼き鳥屋を経営している。

## 人物
- 特技はトランプを使った手品、ギター。趣味は野球、ボウリング[1]。尊敬する人物は元プロ野球選手の城島健司[2]。
- メンバーの中では森公平と共に、島田紳助からおバカ扱いされている。2009年9月9日放送分の『クイズ!ヘキサゴンII』にメンバー代表として参加した際、予選ペーパーテストで16位（8点）だった。
- 猫が好きであり、数匹飼っている。

## 主な出演
※グループでの活動は、新選組リアンも参照。

### アーティスト
- なら婚ED「Smile No.1」（2015年3月、日本テレビ）

### TV
- 人生が変わる1分間の深イイ話（2009年、日本テレビ）
- 行列のできる法律相談所（2009年、日本テレビ）
- しゃべくり007（2009年、日本テレビ）
- スッキリ!!（2009年、日本テレビ）
- クイズ!紳助くん（2009年、日本テレビ）
- クイズ!ヘキサゴンII（2009年、2010年、フジテレビ）
- HEY!HEY!HEY! MUSIC CHAMP（2009年、2010年、NHK大阪放送局）
- あほやねん!すきやねん!（2009年、2010年、フジテレビ）
- 紳助社長のプロデュース大作戦!（2010年、TBS）
- なら婚（2014年、日本テレビ）

### 舞台
- コカンセツ!〜再演〜（2011年9月、天王洲銀河劇場）※ゲスト出演
- しあわせの支度（2012年6月、上野ストアハウス）
- BANANA FISH（2012年10月 - 11月、六行会ホール） - フレデリック・オーサー 役
- THE 大航海デイズ（2012年11月、脚本：西野亮廣(キングコング)、神保町花月）
- 月夜の森の置き土産（2013年10月、神保町花月）
- ピラミッドだぁ！（2014年2月、脚本：西野亮廣(キングコング)、神保町花月）

### 写真集
- 新選組リアン in KYOTO（2010年、日本テレビ）